# 고무나무
고무나무란 고무 수액을 분비하는 나무들을 말한다.

고무나무는 실내 원예에 자주 활용되기도 한다.

고무나무는 줄기나 잎자루를 자르면 하얀 액이 나오는데 이것을 그대로 굳힌 것이 생고무이고, 여기에 유황을 첨가시킨 것이 탄성고무이다. 고무나무는 가지를 잘라서 심어도 다시 뿌리내리고 자라는 것이 특징이다. 잎은 넓고 길쭉한 물방울 모양이고 진한 녹색이며, 가지는 매끈한 편이고 갈색이나 황토색이며, 불규칙하게 뻗어나간다. 잎맥은 중앙 잎맥에서 곧게 나간다.

## 목재로서의 고무나무
수액으로 고무를 만드는 것 이외에도 고무나무 자체로도 목재로 활용된다. 고무나무 원목은 그 표면이 맨들맨들하며 목재는 연한 황토색을 띤다. 고무나무는 구조물을 만들어 사용하기 상당히 괜찮은 내구력을 지니고 있다. 또한 밀도가 높고 적당히 견고하며 보존성이 매우 뛰어나며 벌레의 해를 잘 입지 않는다. 이 때문에 고무나무로 제작되는 가구가 각광을 받고 있다. 물론 수액으로 뽑아서 사용하는 고무가 워낙 유명하다 보니 그 명성에 가려져서 목재로서의 고무나무는 그 가치가 최근에 발견되었다.

## 종류
- 파라고무나무(Hevea brasiliensis) : 대극과에 속하는 아마존 열대우림이 원산지인 고무나무이다. 현재는 전세계의 비가 많은 열대지방에서 상업적으로 고무를 얻기 위해 재배된다.
- 파나마고무나무(Castilla elastica): 중앙아메리카에 자라는 고무나무.
- 인도고무나무(Ficus elastica): 주로 관상용으로 심는다.
- 벵골고무나무(Ficus benghalensis): 벵골보리수라고도 한다.
- 대만고무나무(Ficus microcarpa): Ficus retusa라고 잘못 학명이 표기되는 일이 아주 잦으나, 진짜 Ficus retusa 대만에서 자라는 고무나무가 아니다. 'Ficus microcarpa'가 정확한 표현이다.
- 떡갈잎 고무나무(Ficus lyrata)

## 관리방법
- 온도 : 25°C 정도의 고온다습할 때 가장 잘 성장한다.
- 토양 : 배수가 잘 되는 기름진 토양에서 생육이 좋다.
- 거름주기 : 비료는 날씨가 더운 여름철 몇 개월 동안만 정기적으로 주어도 좋다.
- 물주기 : 여름이나 가을까지는 토양이 약간 건조해진 느낌일 때 정기적으로 물을 주면 식물이 건강하다.